# Tournoi de tennis de Calgary
Le tournoi de tennis de Calgary (Alberta, Canada) est un tournoi international de tennis féminin du circuit professionnel WTA et masculin du circuit professionnel ATP.
La seule édition féminine du tournoi a été organisée en 1980.
Les éditions masculines ont été organisées en 1973 et 1974 avant de disparaître des calendriers professionnels. 
Depuis 2018, un tournoi masculin du circuit Challenger est à nouveau organisé à Calgary. Il se joue sur dur en salle et il fait partie d'une série de tournois Challenger organisée au Canada.
En 2022, le tournoi revient au calendrier du circuit féminin ITF avec l'organisation conjointe des compétitions hommes et femmes.

## Palmarès dames

### Simple
| No | Date       | Nom et lieu du tournoi                    | Catégorie      | Dotation       | Surface        | Vainqueure       | Finaliste             | Score          |                |
| -- | ---------- | ----------------------------------------- | -------------- | -------------- | -------------- | ---------------- | --------------------- | -------------- | -------------- |
| 1  | 04-02-1980 | Avon Futures of Calgary, Calgary          | Futures        | 25 000 $       | Dur (int.)     | Regina Maršíková | Christiane Jolissaint | 4-6, 7-6, 6-2  | Tableau        |
|    | 1981-2021  | Pas de tournoi                            | Pas de tournoi | Pas de tournoi | Pas de tournoi | Pas de tournoi   | Pas de tournoi        | Pas de tournoi | Pas de tournoi |
| 2  | 07-11-2022 | Calgary National Bank Challenger, Calgary | ITF            | 60 000 $       | Dur (int.)     | Robin Montgomery | Urszula Radwańska     | 7-66, 7-5      |                |

### Double
| No | Date       | Nom et lieu du tournoi                   | Catégorie      | Dotation       | Surface        | Vainqueures                           | Finalistes                   | Score          |                |
| -- | ---------- | ---------------------------------------- | -------------- | -------------- | -------------- | ------------------------------------- | ---------------------------- | -------------- | -------------- |
| 1  | 04-02-1980 | Avon Futures of Calgary Calgary          | Futures        | 25 000 $       | Dur (int.)     | Marjorie Blackwood Pam Whytcross      | Leslie Allen Dianne Morrison | 7-5, 5-7, 6-4  | Tableau        |
|    | 1981-2021  | Pas de tournoi                           | Pas de tournoi | Pas de tournoi | Pas de tournoi | Pas de tournoi                        | Pas de tournoi               | Pas de tournoi | Pas de tournoi |
| 2  | 07-11-2022 | Calgary National Bank Challenger Calgary | ITF            | 60 000 $       | Dur (int.)     | Catherine Harrison Sabrina Santamaria | Kayla Cross Marina Stakusic  | 7-62, 6-4      |                |

## Palmarès messieurs

### Simple
| No | Date       | Nom et lieu du tournoi                    | Catégorie                              | Dotation                               | Surface                                | Vainqueur                              | Finaliste                              | Score                                  |                                        |
| -- | ---------- | ----------------------------------------- | -------------------------------------- | -------------------------------------- | -------------------------------------- | -------------------------------------- | -------------------------------------- | -------------------------------------- | -------------------------------------- |
| 1  | 12-02-1973 | , Calgary                                 |                                        | 20 000 $                               | Dur (int.)                             | Ilie Năstase                           | Paul Gerken                            | 6-4, 7-6                               |                                        |
| 2  | 11-03-1974 | , Calgary                                 |                                        | 25 000 $                               | Dur (int.)                             | Karl Meiler                            | Byron Bertram                          | 6-4, 3-6, 6-3                          |                                        |
|    | 1975-2017  | Pas de tournoi                            | Pas de tournoi                         | Pas de tournoi                         | Pas de tournoi                         | Pas de tournoi                         | Pas de tournoi                         | Pas de tournoi                         | Pas de tournoi                         |
| 3  | 15-10-2018 | Calgary National Bank Challenger, Calgary | Challenger                             | 75 000 $                               | Dur (int.)                             | Ivo Karlović                           | Jordan Thompson                        | 7-63, 6-3                              |                                        |
| 4  | 24-02-2020 | Calgary National Bank Challenger, Calgary | Challenger                             | 81 240 $                               | Dur (int.)                             | Arthur Rinderknech                     | Maxime Cressy                          | 3-6, 7-65, 6-4                         |                                        |
|    | 2021       | Édition annulée (pandémie de Covid-19)    | Édition annulée (pandémie de Covid-19) | Édition annulée (pandémie de Covid-19) | Édition annulée (pandémie de Covid-19) | Édition annulée (pandémie de Covid-19) | Édition annulée (pandémie de Covid-19) | Édition annulée (pandémie de Covid-19) | Édition annulée (pandémie de Covid-19) |
| 5  | 07-11-2022 | Calgary National Bank Challenger, Calgary | Challenger                             | 53 120 $                               | Dur (int.)                             | Dominik Köpfer                         | Aleksandar Vukic                       | 6-2, 6-4                               |                                        |

### Double
| No | Date       | Nom et lieu du tournoi                    | Catégorie                              | Dotation                               | Surface                                | Vainqueurs                                | Finalistes                             | Score                                  |                                        |
| -- | ---------- | ----------------------------------------- | -------------------------------------- | -------------------------------------- | -------------------------------------- | ----------------------------------------- | -------------------------------------- | -------------------------------------- | -------------------------------------- |
| 1  | 12-02-1973 | , Calgary                                 |                                        | 20 000 $                               | Dur (int.)                             | Mike Estep Ilie Năstase                   | Szabolcs Baranyi Péter Szőke           | 6-7, 7-5, 6-3                          |                                        |
| 2  | 11-03-1974 | , Calgary                                 |                                        | 25 000 $                               | Dur (int.)                             | Jürgen Fassbender Karl Meiler             | Iván Molina Jairo Velasco              | 6-4, 6-4                               |                                        |
|    | 1975-2017  | Pas de tournoi                            | Pas de tournoi                         | Pas de tournoi                         | Pas de tournoi                         | Pas de tournoi                            | Pas de tournoi                         | Pas de tournoi                         | Pas de tournoi                         |
| 3  | 15-10-2018 | Calgary National Bank Challenger, Calgary | Challenger                             | 75 000 $                               | Dur (int.)                             | Robert Galloway Nathan Pasha              | Matt Reid John-Patrick Smith           | 6-4, 4-6, [10-6]                       |                                        |
| 4  | 24-02-2020 | Calgary National Bank Challenger, Calgary | Challenger                             | 81 240 $                               | Dur (int.)                             | Nathan Pasha Max Schnur                   | Harry Bourchier Filip Peliwo           | 7-64, 6-3                              |                                        |
|    | 2021       | Édition annulée (pandémie de Covid-19)    | Édition annulée (pandémie de Covid-19) | Édition annulée (pandémie de Covid-19) | Édition annulée (pandémie de Covid-19) | Édition annulée (pandémie de Covid-19)    | Édition annulée (pandémie de Covid-19) | Édition annulée (pandémie de Covid-19) | Édition annulée (pandémie de Covid-19) |
| 5  | 07-11-2022 | Calgary National Bank Challenger, Calgary | Challenger                             | 53 120 $                               | Dur (int.)                             | Maximilian Neuchrist Michail Pervolarakis | Julian Ocleppo Kai Wehnelt             | 6-4, 6-4                               |                                        |